# Teatro Rialto (Tucson)
El Teatro Rialto (en inglés: Rialto Theatre  también en español antes El Cine Plaza) es una espacio para la representación teatral y una sala de conciertos situada en el centro de la ciudad de Tucson, en el estado de Arizona en los Estados Unidos de América. Fue incluido en el Registro Nacional de Lugares Históricos en 2003.
El espacio sufrió varios cambios de nombre y uso. En 1971, el Rialto tuvo un cambio de nombre, esta vez siendo re-bautizado como El Cine Plaza. Durante un tiempo, el teatro se transformó en una sala de cine estrictamente de habla hispana, hasta 1973.
En 1978, el teatro se transformó una vez más en una sala de cine en español, todavía bajo el nombre de El Cine Plaza y continuó mostrando películas latinas hasta 1984, cuando la explosión de una caldera devastó el teatro. Continuaría cerrado hasta su recuperación en 2005 cuando recuperó su nombre original.